# Cypricardiniidae
Cypricardiniidae zijn een uitgestorven familie van tweekleppigen uit de orde Modiomorphida.